# Dja (Fluss)
Der Dja, veraltet Dscha, ist ein Fluss im Zentralen Afrika.

## Verlauf
Der Dja hat seine Quellen, genauso wie der Nyong und der Boumba, in einem dichten Netz von Flüssen wenige Kilometer südöstlich der Stadt Abong-Mbang in einem Sumpfgebiet im Regenwald. Er hat im Oberlauf nur sehr geringes Gefälle. Er beschreibt einen weiten Bogen nach Westen in die Region Sud, bis er nach Süden eine 180° Kehre macht. Hier mündet der Lobo, der in seinem Quellgebiet Überschneidungen mit dem das Soo, einem Nebenfluss des Nyong, hat. Hier nimmt auch das Gefälle zu. Er fließt weiter Richtung Osten. Im Unterlauf befinden sich mehrere Stromschnellen und die 29 Meter hohen Nki Fälle. Er vereinigt sich schließlich bei Moloundou mit dem Boumba und wird ab da in den meisten Quellen als Ngoko bezeichnet.

## Ökologie
Im Einzugsgebiet des Dja sind, in der Schleife das Wildtierreservat Dja, und an der Mündung des Boumba der Boumba-Bek-Nationalpark.

## Flussgeschichte

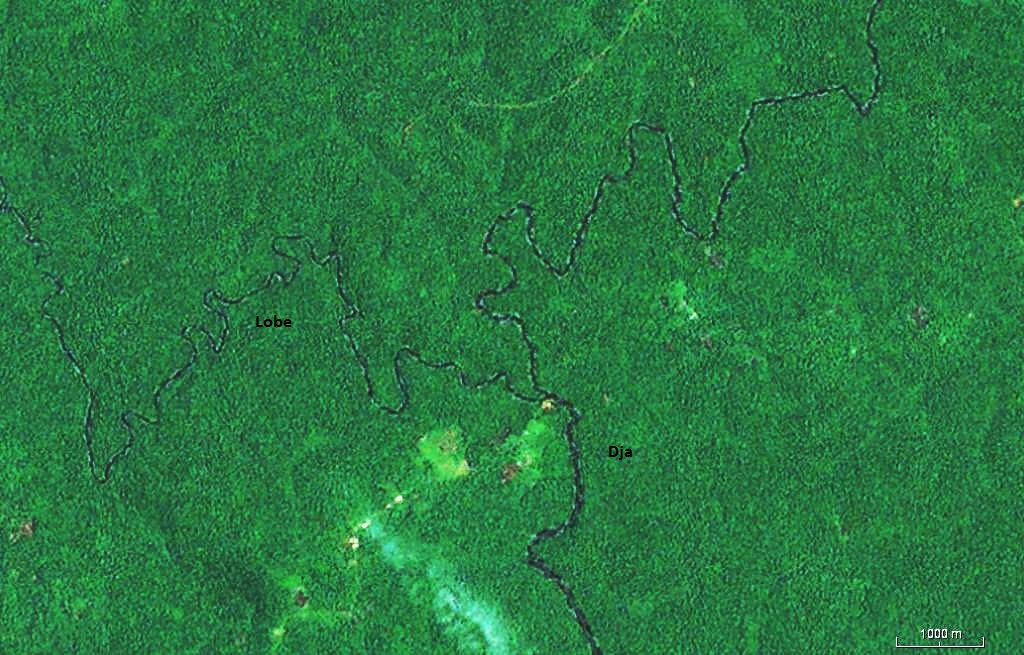
Die Mündung des Lobe (links) in den Dja

Es gibt die Theorie, dass der Dja einst nicht in den Kongo entwässerte. Der ursprüngliche Verlauf folgte demnach dem heutigen Nebenfluss Lobo und dessen Nebenfluss dem Mintele bis zum Ort Abangok, 8 km nordwestlich von Zoétélé, wo sich heute die Wasserscheide befindet. Von da ab über den Awout, einem Nebenfluss des Soo, bis zum Nyong. Dies hatte das Einzugsgebiet des Nyong um 10.000 km² vergrößert. Der plötzliche Richtungswechsel des Dja bei der Mündung des Lobo und das darauf folgende Gefälle, sind Indizien die dafür sprechen. Inzwischen wurde kurz nach der Mündung das Kraftwerk Mekin errichtet.

## Identifikation
Manchmal wird der Unterlauf des Dja an der Grenze zur Republik Kongo als Ngoko bezeichnet, oder der gesamte Flussverlauf bis zur Mündung in den Sangha (bei 1° 39′ 6″ N, 16° 3′ 20″ O) wird Dja genannt.

## Hydrometrie
Die Durchflussmenge des Flusses wurde 24 Jahre lang (1954–1978) in Ngbala, etwa 50 km oberhalb des Zusammenflusses mit dem Boumba in m³/s gemessen.
- Diagrammdaten:
- Definition |
- Rohdaten |
- Hilfe